# Peter Pike (brytyjski polityk)
Peter Leslie Pike (ur. 26 czerwca 1937 w Ware, zm. 27 grudnia 2021) – brytyjski polityk Partii Pracy, deputowany Izby Gmin.

## Działalność polityczna
W okresie od 9 czerwca 1983 do 5 maja 2005 reprezentował okręg wyborczy Burnley w brytyjskiej Izbie Gmin.